# Монах Данило Ходочасник
Данило Ходочасник или Игуман Данило (рус. Дании́л Пало́мник) је био православни монах, свештеник, први руски ходочасник, који је оставио опис Свете земље.
Игуман Данило је вршио ходочашће у Светој земљи од 1104—1106. године. Описао је своје путовање у књизи Житије и хожденије игумана Данила из Руске земље, која је најстарији руски опис ходочашћа у Свету земљу и образац за следеће описе, а такође је и једно од најистакнутијих дела Стара руска књижевност|староруске књижевности. Хожденије… је било веома популарно у Кијевској Русији, а сачувано је преко 150 његових преписа. О животу самог игумана Данила зна се веома мало. Највероватије је да се он замонашио у Кијево-Печерској лаври. Зна се даје био свештеник у Черниговским земљама, а осим тога, Николај Карамзин је изнео хипотезу о томе, да је по завршетку ходочашћа „тај путник могао бити Белоцрквени епископ Данило 1113. године” и да је умро 9. септембра 1122. године.